# Peter Dunne
Peter Francis Dunne (Christchurch, 17 de març de 1954) és un polític neozelandès i diputat de la Cambra de Representants de Nova Zelanda des de les eleccions de 1984. És el líder del partit Unit Futur, prèviament sent líder per Nova Zelanda Unida, Futur Nova Zelanda i membre del Partit Laborista.
Ha estat ministre per governs liderats pel Partit Laborista i el Partit Nacional. En el gabinet de John Key va ser ministre entre el 19 de novembre de 2008 i el 7 de juny de 2013.

## Inicis
Dunne va néixer el 7 de març de 1954 a Christchurch, Nova Zelanda. Va anar al Col·legi de Sant Beda (St Bede's College) de Christchurch i anà a la Universitat de Canterbury d'on es graduà amb un màster en ciències polítiques. També es graduà amb un grau en administració d'empreses de la Universitat Massey.
Treballà pel Departament de Comerç i Indústria de Nova Zelanda entre el 1977 i 1978. Entre 1978 i 1984 treballaria per una organització en contra de l'alcoholisme.

## Diputat
| Parlament de Nova Zelanda |                        |                        |                        |             |
| Anys                      | Leg.                   | Circumscripció         | Llista                 | Partit      |
| 1984-1987                 | 41                     | Ōhariu                 | Ōhariu                 | Laborista   |
| 1987-1990                 | 42                     | Ōhariu                 | Ōhariu                 | Laborista   |
| 1990-1993                 | 43                     | Ōhariu                 | Ōhariu                 | Laborista   |
| 1993-1996                 | 44                     | Onslow                 | Onslow                 | Laborista   |
| 1994                      | Es canvia de partit a: | Es canvia de partit a: | Es canvia de partit a: | Independent |
| 1994-1995                 | Es canvia de partit a: | Es canvia de partit a: | Es canvia de partit a: | Futur NZ    |
| 1995-1996                 | Es canvia de partit a: | Es canvia de partit a: | Es canvia de partit a: | NZ Unida    |
| 1996-1999                 | 45                     | Ohariu-Belmont         | 3                      | NZ Unida    |
| 1999-2002                 | 46                     | Ohariu-Belmont         | 1                      | NZ Unida    |
| 2002-2005                 | 47                     | Ohariu-Belmont         | 1                      | Unit Futur  |
| 2005-2008                 | 48                     | Ohariu-Belmont         | 1                      | Unit Futur  |
| 2008-2011                 | 49                     | Ōhariu                 | 1                      | Unit Futur  |
| 2011-actualitat           | 50                     | Ōhariu                 | 1                      | Unit Futur  |

### Partit Laborista
El 1972 es va fer membre del Partit Laborista i dotze anys després seria el candidat pel partit a la circumscripció electoral d'Ōhariu. Dunne guanyà per sobre de Hugh Templeton, el diputat per Ōhariu des de 1978 pel Partit Nacional. Seria elegit de nou per aquesta circumscripció en les següents dues eleccions. El 9 de febrer de 1990 fou nomenat Ministre per Desenvolupament Regional en el gabinet de Geoffrey Palmer. Seguiria com a ministre en el gabinet de Mike Moore però cessaria aquesta posició el 2 de novembre de 1990 en perdre el Partit Laborista les eleccions de 1990 contra el Partit Nacional.
Per a les eleccions de 1993 la circumscripció d'Ōhariu seria abolida i reemplaçada per Onslow. Es trobava, però, sovint en contra del partit, ja que Dunne era més de dreta que la majoria de la resta. Dimití del partit l'octubre de 1994 i temporalment seria un polític independent. Aviat crearia el partit Futur Nova Zelanda, pel qual seria diputat fins al juny de 1995.

### Nova Zelanda Unida
El 1995 un grup de diputats d'ambdós partits principals, el Partit Laborista i el Partit Nacional, varen crear un partit nou d'ideologia centrista anomenat Nova Zelanda Unida. Dunne va decidir unir-se amb aquest grup i tindrien un total de set diputats, liderats per Clive Matthewson. El partit formà una coalició amb el Partit Nacional, la qual veuria a Dunne servint com a Ministre d'Afers Interiors i Ministre de Rèdit. Cessaria de ser ministre a partir de les eleccions de 1996.
En les eleccions de 1996 Nova Zelanda Unida quasi perdé tots els seus escons amb la pèrdua de sis escons dels set que tenia el partit. Dunne, però, fou capaç de guanyar a la nova circumscripció d'Ohariu-Belmont i seria així l'únic diputat del partit. En ser l'únic diputat del partit Dunne seria nomenat líder d'aquest partit. El Partit Nacional fou elegit en aquestes eleccions i al col·lapsar la coalició d'aquest partit amb Nova Zelanda Primer l'agost de 1998 Dunne va convertir-se en un dels diputats de partits minoritaris i independents que feren una nova coalició amb el partit. Dunne retení Ohariu-Belmont en les eleccions de 1999 en unes eleccions en què el Partit Nacional no nominà cap candidat en la seva circumscripció.

### Unit Futur i el Partit Laborista
Nova Zelanda Unida va unir-se amb Futur Nova Zelanda (el qual era un partit amb el mateix nom però diferent del partit format per Dunne el 1994) el 2000 per a formar Unit Futur. En les eleccions de 2002 Dunne guanyaria de nou a Ohariu-Belmont tot i haver-hi candidats d'ambdós partits principals. A més, Unit Futur va rebre el 6,69% del vot i 8 escons. Unit Futur i el Partit Laborista, guanyador de les eleccions, van establir un pacte de confiança.
En les eleccions de 2005 Unit Futur aconseguí tan sols el 2,67% del vot i 3 escons. El 17 d'octubre de 2005 Unit Futur va formar una coalició amb el Partit Laborista juntament amb Nova Zelanda Primer i el Partit Progressista. A partir del 19 d'octubre Dunne seria Ministre de Rèdit, el mateix càrrec que ocupà el 1996 en una coalició amb el Partit Nacional.

### Unit Futur i el Partit Nacional
En les eleccions de 2008 el Partit Nacional seria elegit i Unit Futur rebria tan sols el 0,87% del vot i l'escó d'Ōhariu de Dunne; la circumscripció d'Ōhariu reemplaçà la d'Ohariu-Belmont. El Partit Nacional formà una coalició amb Unit Futur, ACT Nova Zelanda i el Partit Maori. Dunne seguria la seva posició com a Ministre de Rèdit.
Unit Futur de nou es veuria amb tan sols un escó després de les eleccions de 2011. En aquesta ocasió amb tan sols el 0,60% del vot. De nou es trobaria la mateixa coalició consistint del Partit Nacional, ACT Nova Zelanda, el Partit Maori i Unit Futur.
Dunne dimití el 7 de juny de 2013 com a Ministre de Rèdit. Seria succeït a partir de l'11 de juny per Todd McClay del Partit Nacional.

## Vida personal
Dunne està casat amb Jennifer Mackrell i tenen dos fills.